# Ctenophthalmus inornatus
Ctenophthalmus inornatus är en loppart som beskrevs av Wagner 1916. Ctenophthalmus inornatus ingår i släktet Ctenophthalmus och familjen mullvadsloppor. Inga underarter finns listade i Catalogue of Life.